# NK Botinec
Nogometni klub Botinec je nogometni klub iz naselja Botinec u Novom Zagrebu. U sezoni 2022./23. se natječu u 1. Zagrebačkoj NL.

## Povijest
Od 1979. do 1983. klub se zvao NK Vatrogasac.